# Mahir Halili
Mahir Halili, né le 30 juin 1975 à Dibër en Albanie, est un footballeur international albanais qui évoluait au poste de milieu de terrain.

## Biographie

### En club
Il joue tout d'abord en Albanie dans les clubs du Kastrioti Krujë et de l'Olimpik Tirana.
Il évolue ensuite en Suisse au SR Delémont et au Neuchâtel Xamax, mais également en Slovénie, en faveur du HIT Gorica.
Il retourne ensuite en Albanie, évoluant notamment avec le SK Tirana. Il remporte avec cette équipe trois titres de champion d'Albanie, et deux Coupes d'Albanie.
Mahir Halili dispute près de 200 matchs dans le championnat d'Albanie. Il inscrit 20 buts en première division albanaise lors de la saison 2002-2003, ce qui fait de lui le meilleur buteur du championnat.
Il dispute également 22 matchs en première division suisse (Super League), inscrivant quatre buts, et 32 matchs en première division slovène, pour quatre buts également. 
Enfin, au sein des principales compétitions continentales européennes, il prend part à huit matchs en Ligue des champions (un but), et six en Ligue Europa.

### En équipe nationale
Il reçoit 13 sélections en équipe d'Albanie entre 1996 et 1999, inscrivant un but.
Il joue son premier match en équipe nationale le 24 avril 1996, en amical contre la Bosnie-Herzégovine (score : 0-0 à Zenica). Il inscrit son seul et unique but avec l'Albanie le 21 janvier 1998, lors d'une victoire historique en amical contre la Turquie (1-4 à Antalya).
Outre les matchs amicaux, il dispute avec l'Albanie deux rencontres rentrant dans le cadre des éliminatoires du mondial 1998, et cinq rencontres lors des éliminatoires de l'Euro 2000.

## Palmarès
- Champion d'Albanie en 2003, 2004 et 2005 avec le KF Tirana
- Vic-champion d'Albanie en 2002 avec le KF Tirana
- Vainqueur de la Coupe d'Albanie en 2001 et 2002 avec le KF Tirana
- Finaliste de la Coupe d'Albanie en 2005 avec le KF Tirana
- Vainqueur de la Supercoupe d'Albanie en 2000, 2002 et 2003 avec le KF Tirana
- Finaliste de la Supercoupe d'Albanie en 2001 et 2004 avec le KF Tirana
- Vice-champion de Slovénie en 1999 et 2000 avec le HIT Gorica